# Виндесхайм
Виндесхайм (нем. Windesheim) — община в Германии, в земле Рейнланд-Пфальц. 
Входит в состав района Бад-Кройцнах. Подчиняется управлению Лангенлонсхайм.  Население составляет 1799 человек (на 31 декабря 2010 года). Занимает площадь 10,17 км².